# Terencia

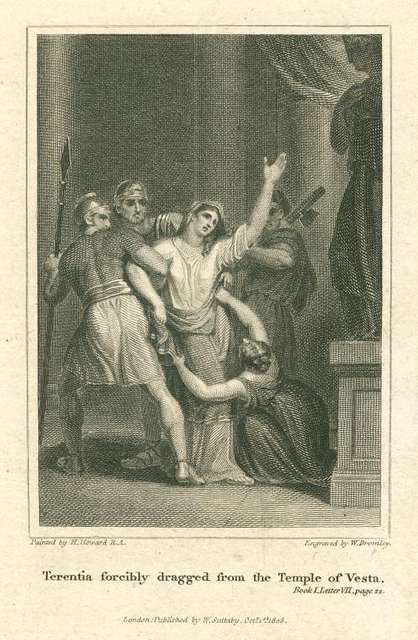
Terencia, esposa de Cicerón, en el templo de Vesta

Terencia (98 a. C. - 4 d. C.) fue la esposa del famoso orador Marco Tulio Cicerón, en cuya vida política jugó un papel decisivo, como benefactora y ferviente activista de su causa.

## Antecedentes familiares
Terencia nació en la Gens Terencia, una familia plebeya rica y noble, posiblemente de la rama de los Varrón, que fue la rama senatorial más importante de esa familia. Esto es sugerido por el hecho de que Cicerón tenía un primo con el cognomen Varrón, y un amigo, de nombre Marco Terencio Varrón. Este Varrón era dueño de una casa cerca de Arpinum no muy lejos del lugar de nacimiento de Cicerón. Por lo tanto, si Terencia era de hecho la hija de un Varrón, las relaciones de Cicerón con esta familia pueden haber influido en su matrimonio con Terencia.
Terencia tenía una media hermana llamada Fabia, que era una virgen vestal e hija de un patricio llamado Fabio. Si la madre se casó con el plebeyo Terencio en primer lugar, entonces, Terencia sería la hermana mayor y, probablemente, la única heredera del patrimonio de su padre. Tras la muerte de su progenitor, Terencia fue increíblemente rica.
Estaba dotada de una gran dote, que incluía al menos dos bloques de apartamentos de viviendas en alquiler en Roma, una parcela de bosque en las afueras de Roma, y una gran granja. Los apartamentos y la granja generaban unos ingresos anuales considerables. Hay pruebas de que Terencia tenía muchas tierras a su nombre. Además de los terrenos públicos que poseía, Terencia adquirió una propiedad de grandes bosques, entre muchas otras inversiones. También era dueña de un pueblo que tenía la intención de vender durante la crisis del exilio de Cicerón.
Su dote total fue de 400.000 sestercios, que era la cantidad exacta necesaria para que un hombre pudiera postularse para senador. Ya que Cicerón todavía estaba bajo la autoridad de su padre, el pater familias, no había heredado nada todavía. Por lo tanto, la dote de Terencia fue utilizada probablemente para financiar su carrera política.

## Matrimonio e hijos
Cuando tenía alrededor de 18 años de edad se casó con Cicerón, en el 80 o 79 a. C. Además de las conexiones entre Cicerón y los Terencios, Terencia probablemente se casó con él porque Cicerón era un emergente homo novus (hombre nuevo) con una prometedora carrera política. Se casó con Cicerón en un matrimonio sine manu, trayendo con ella la dote y su propiedad privada. Si bien la dote pasó al control del pater familias de Cicerón y más tarde al propio Cicerón, Terencia llevó los asuntos de su propiedad privada con la ayuda de su tutor Philotimus.
Terencia fue, como matrona o dama casada, la responsable de dirigir los asuntos de la familia también. Además de la asignación de esclavos para realizar tareas como el tejido y la cocina, Terencia era la responsable de hacer las ofrendas a los dioses y la demostración de piedad adecuada. Cicerón se refiere a su culto regular en varias correspondencias; en una carta, describe su piedad como un acto de pura devoción. En otra, Cicerón bromea que Terencia debería sacrificar al dios que lo hizo lo suficientemente enfermo hasta expulsar su ansiedad. Cicerón indica que dejó gran parte de estas responsabilidades del hogar en manos de su esposa. Ella también participó en el sostenimiento de importantes relaciones con los amigos y la familia de Cicerón. En el 68 a. C., Cicerón y Terencia invitaron al hermano de Cicerón, Quinto Tulio Cicerón y a su nueva esposa Pomponia, (hermana de Ático, el amigo de Cicerón) con el fin de mejorar y consolidar el matrimonio. En una carta de ese momento, Cicerón escribe que Terencia es tan afecta a Ático y su familia como él mismo.
Tulia, la hija de Cicerón y Terencia, nació en el 79 o 78 a. C. Dado que en este momento ya llevaban dos años casados sin haber tenido hijos, es probable que la pareja no fuera muy fértil. El primer hijo varón, Marco Tulio Cicerón, no nació hasta el 65 a. C. La falta de fertilidad también fue sufrida por Tulia, que tuvo problemas para concebir hijos más tarde.
En el 51 a. C., cuando Cicerón partió para su proconsulado en Cilicia, Tulia no estaba casada, y necesitaba un tercer marido. Como Cicerón no podía buscarle un partido, excepto a través de cartas, Terencia fue fundamental en la búsqueda de un marido adecuado para ella. Cicerón escribe así mismo que permitió a su esposa tomar la decisión sin su aprobación posterior. Por lo tanto, Cicerón deberá haber dado su consentimiento para un matrimonio de antemano, pues un ciudadano romano no podía casarse sin la aprobación del pater familias. Terencia fue también responsable del pago a Dolabela de la segunda entrega de la dote de Tulia en 48 a. C., cuando Cicerón tenía problemas financieros.
Como Cicerón era un pompeyano y Dolabela un cesariano, cualquier noticia decisiva de la guerra civil significaba que la situación estaba empeorando para uno de ellos. Terencia y Tulia tenían una fuerte relación que les ayudó a perseverar a través de la época tumultuosa de las guerras civiles.

## Exilio de Cicerón y crisis familiares
En el 58 a. C., Cicerón fue desterrado de Roma por la ejecución ilegal de ciudadanos romanos en la conspiración de Catilina. Publio Clodio Pulcro promulgó el proyecto de ley con el propósito de vengarse de Cicerón, por el hecho de que había anulado su coartada en el escándalo de la Bona Dea. Plutarco en sus Vidas paralelas, dice que Cicerón se vio obligado a declarar en contra de Clodio por Terencia, con el fin de demostrar que no estaba teniendo una aventura con Clodia (la hermana de Clodio). Sin embargo, esta historia es más probable que fuera concebida por el mismo Plutarco o por un calumniador de Cicerón. La intención de Plutarco era mostrar a Terencia como una esposa opresora, y por lo tanto, a Cicerón como un hombre débil, bajo el control de su esposa.
Tras su exilio, Cicerón dejó su patrimonio en el caos. Terencia quedó así a cargo de los asuntos concernientes a las casas de Cicerón, sus villas, ingresos, y esclavos. La responsabilidad de la crianza del menor de edad Cicerón, el bienestar de la familia, y la seguridad de Tulia también recayeron en Terencia. Ella siguió actuando como esposa de Cicerón, a pesar de que su exilio legalmente terminó con su matrimonio.
Ambas, Tulia y Terencia, protestaron públicamente por el exilio. Llevaban el pelo despeinado y se pusieron ropas negras de luto. De esta manera, visitaron las casas de sus amigos en Roma con el fin de ganar la simpatía y el apoyo al retorno de Cicerón. Después de que la casa de Cicerón en la colina del Palatino fuera incendiada por los partidarios de Clodio, Terencia se refugió en la casa de las vírgenes vestales. A pesar de que también pueden haber quedado en la casa del esposo de Tulia, Pisón, es probable que Terencia pasara toda la duración del exilio de Cicerón con Fabia y las vestales.
Durante este tiempo, el propio Cicerón está deprimido y muestra tendencias suicidas. Escribe a su mujer preguntándole qué debe hacer, y se desespera por no poder pedir a Terencia que se reúna con él, porque es una mujer agotada. En efecto, Terencia está muy ocupada con sus esfuerzos para obtener el regreso de Cicerón a Roma.
En una carta anterior, Cicerón elogia el coraje implacable de Terencia y su fortaleza. Dice que ha oído la actividad de Terencia de muchos de sus amigos. Esto indica que Terencia fue capaz de reunir un amplio apoyo en nombre de Cicerón. Por otra parte, Cicerón asegura a Terencia que ha dado las gracias adecuadas a las personas que la han ayudado. Esto demuestra que Terencia no sólo mantiene a Cicerón al día sobre su progreso, sino que también delega en él una función a desempeñar en el esfuerzo conjunto. Cicerón admite que la esperanza de su regreso depende de Terencia y así se preocupa por la salud de ella, y la capacidad para asumir sus muchos trabajos.
Sin embargo, Terencia no reveló los peores datos a Cicerón; probablemente para no alentar su depresión. Se enteró por P. Valerio que Terencia fue arrastrada desde el Templo de Vesta al Banco de Valerio. Terencia puede también haber sufrido abusos físicos en este incidente, según lo indicado por discursos posteriores de Cicerón.
Así, aunque otros, como Ático, Tulia, Pisón y Quinto estaban presionando para el retorno de Cicerón, Terencia fue una de los más fervientes activistas en la crisis. Cicerón pudo volver a Roma en 57 a. C.

## La guerra civil y el divorcio
Al comienzo de la guerra civil entre Julio César y Cneo Pompeyo Magno en 49 a. C., Terencia y Tulia se mantuvieron en la casa del Palatino (que ya estaba reconstruida). Tulia estaba embarazada en ese momento y se quedó con su madre porque su tercer marido, Dolabela, había ido a unirse a César. Correspondió a Terencia y Tulia decidir si permanecían o no en Roma durante la guerra, a pesar de que Cicerón está preocupado por su seguridad.
En el resto de 49 y la mayor parte de 48 a. C., Terencia fue una vez más responsable de manejar las finanzas de la familia. Sin embargo, ahora Cicerón estaba disgustado con la forma en que estaba manejando las cosas y fue especialmente crítico con la labor de Philotimus. En su Vida de Cicerón, Plutarco dice que Terencia fue la culpable de la falta de fondos de Cicerón para pagar su viaje. Aunque Plutarco era hostil a los antecedentes de Terencia, su testimonio es compatible con una carta de Cicerón en el que parece culpar a Terencia: «alguien en quien ha confiado demasiado».
El tiempo de su separación y la atmósfera tensa de la guerra civil fueron la causa de que las cartas entre Terencia y Cicerón fueran cada vez más reservadas y carentes de emoción. Mientras Cicerón se alojó en Brindisi, a menudo encontró tiempo para escribir a Terencia. Sin embargo, sus cartas eran lacónicas y poco elocuentes, a diferencia de la mayoría de las cartas anteriores entre los dos. La pareja llegó más lejos en su desacuerdo sobre el testamento de Terencia en 47 a. C., en concreto acerca de lo que debería dejar a sus hijos. Al mismo tiempo, el matrimonio de Tulia con Dolabela iba mal a causa de la infidelidad de él, y la separación se hizo evidente. Cicerón evita culpar a Terencia de la confrontación, a pesar de sus recelos, pero está claro que desea que la decisión tomada hubiera sido diferente. A pesar de la falta de afecto y el creciente resentimiento y la desconfianza de Terencia, Cicerón le mantuvo su confianza en la administración de su hogar.
La tensión en su matrimonio llevó al divorcio en 47 o 46 a. C. Terencia tenía alrededor de 52 años de edad en ese momento. Según Jerónimo de Estridón, Terencia se casó dos veces más. Su segundo marido fue el historiador Salustio, y el tercero, el escritor y general, Marco Valerio Mesala Corvino. Pero Jerónimo vivió mucho más tarde, en el siglo IV d. C., y sus afirmaciones no están confirmadas por ningún otro escritor antiguo. Ella sobrevivió a su marido muchos años, muriendo a la edad de 102 años en 4 d. C.